# بروسيون
البروسيون أو البوروسيون (الاسم الأول مشتق من الأخير) هم شعب بلطيقي قديم كان يعيش في منطقة تعرف ببروسيا، تقع جنوب شرق بحر البلطيق بين نهري فيستولا ونيمان.

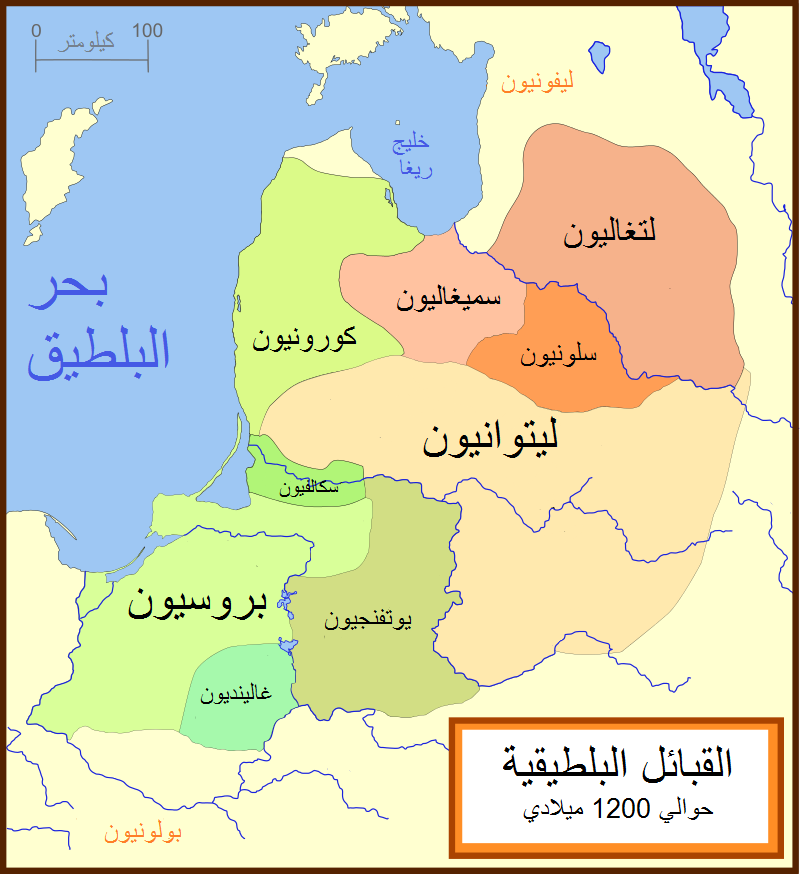
القبائل البلطقية حوالي 1200 ميلادي

بعد أن تم غزو البروسيين من قبل فرسان النظام التيوتوني (القرن الثالث عشر) ثم تأسيس ما يعرف بدوقية بروسيا (1525)، خدم مصطلح البروسيين أخيرًا لوصف جميع سكان الدوقية (التي أصبحت مملكة فيما بعد)، الذين كان معظمهم من أصل ألماني أو من بقايا البلطيقيين القدامى الذين تم تنصير أغلبهم ثم ادماجهم وسط المعمرين الألمان الجدد. وقد انقرضت اللغة البروسية القديمة في القرن السابع عشر.